# Herman Simm
Herman Simm (Suure-Jaani, 29 mei 1947) is een Estisch voormalig hoofdcommissaris van politie en voormalig hoofd van de Binnenlandse Veiligheidsdienst. Wegens spionage voor Rusland kreeg hij in 2009 een gevangenisstraf van 12 jaar en 6 maanden en werd hij vastgezet in de gevangenis van Tartu. Hij werd door de NAVO de 'schadelijkste spion in de geschiedenis van de Alliantie' genoemd.

## Jeugd en vroege carrière
In 1949, twee jaar na zijn geboorte, werd Herman Simm in de steek gelaten door zijn moeder, die met een man wilde trouwen die haar bescherming kon bieden tegen deportatie naar Siberië. Zijn vader heeft hij nooit gekend. Herman werd aanvankelijk door zijn oma en later door zijn tante opgevoed. Hij studeerde aan de Polytechnische Universiteit van Tallinn af met scheikunde als afstudeerrichting. Daarna volgde hij een studie aan de academie van het Sovjetministerie van Binnenlandse Zaken te Moskou. Vermoedelijk is hij rond deze tijd betrapt op zwarthandel en werd hem aangeboden in ruil voor strafrechtelijke immuniteit voor de KGB te werken.
Vanaf eind jaren 60 tot de Estische onafhankelijkheid werkte hij officieel voor het Ministerie van Binnenlandse Zaken maar heimelijk voor de KGB. Hij reisde met een paar collega's veel met delegaties sporters, kunstenaars en wetenschappers naar het buitenland. Officieel golden ze als ambtenaren die hen begeleidden, maar feitelijk was het de taak van de KGB-ers hen in de gaten te houden. Bij een van zijn collega's verwekte Simms in 1974 een kind; een meisje dat hij weliswaar erkende maar waar hij verder geen belangstelling voor toonde.
Simm verzweeg zijn KGB-loopbaan tegenover zijn familie en dierbaren, die een hekel aan de Sovjetoverheersing hadden. Terwijl hij heimelijk lid van de CPSU was en voor de KGB werkte, werd hij tevens belijdend lutheraan.

## Nationale held
In 1990 was Simm kolonel van een door de onafhankelijkheidsbeweging opgerichte militie. Deze militie bewaakte op 15 mei 1990 het Estische parlement toen dit belaagd werd door Sovjetaanhangers, voornamelijk afkomstig van de pro-Russische organisatie Interfront. Simm sloeg de aanval af en liep hierbij zelf een paar klappen op. Met bebloed gezicht prijkte hij de dag erna op de krantenpagina's. Simm was een nationale held.

## Hoofdcommissaris van politie
In 1994 werd Simm voorgedragen voor de vrijkomende functie van hoofdcommissaris van politie. Zijn screening verliep slordig en bovendien was hij een held en dus gevrijwaard van kritiek. Hij bleek echter ongeschikt voor zijn functie, en onder zijn leiding nam de georganiseerde criminaliteit sterk toe. Wel kreeg hij een verhouding met het hoofd van de juridische afdeling, Heete.
In 1995 trad een nieuwe regering aan die de misdaad en corruptie harder wilde aanpakken. Simm vloog in 1996 de laan uit wegens incompetentie. Hij was echter nog wel een volksheld en had in principe niets verkeerds gedaan, hij was alleen niet geschikt voor zijn functie. Daarom werd hij benoemd tot hoofd van de pas opgerichte Binnenlandse Veiligheidsdienst van het Ministerie van Defensie. Aangezien in Estland het veiligheidsapparaat wegens de negatieve ervaringen met de KGB niet populair was, gold het als een papieren functie die verder niemand wilde bekleden, en bovendien betaalde het redelijk. Het leek dus een prima plaats om Simm weg te promoveren.

## Hoofd van de Binnenlandse Veiligheidsdienst en SVR-informant
Van 1996 tot 2008 werkte Simm aan de opbouw van het Estische veiligheidsapparaat. Hij hield nu ook zijn verhouding met Heete niet meer geheim en trouwde met haar in 2001. Als hoofd van de Binnenlandse Veiligheidsdienst had hij toegang tot alle vertrouwelijke documenten, terwijl hij bovendien contact hield met zijn voormalige collega's van de politie en veel informatie via Heete verkreeg. Bovendien kreeg hij door Estlands NAVO-lidmaatschap in 2004 toegang tot vertrouwelijke NAVO-informatie.
Later bleek dat Simm omstreeks 1997 opnieuw door de Russen werd benaderd. Zij chanteerden hem: als hij niet voor de SVR zou gaan werken, zouden de Russen informatie over zijn KGB-verleden doorspelen aan de Estische media. Hoewel Estland een amnestieregeling voor informanten had sinds 1995, maakte Simm hier geen gebruik van. Waarom hij dit niet deed was niet duidelijk. Wellicht vreesde hij dat weliswaar de overheid hem zou beschermen, maar zijn familie en dierbaren het hem kwalijk zouden nemen nemen dat hij voor de KGB had gewerkt. Geld was hoogstwaarschijnlijk niet het motief om informant te blijven, want Simm werd niet rijkelijk betaald en werkte vooral mee omdat hij gechanteerd werd.
Regelmatig reisde Simm naar verschillende Europese landen om zijn SVR-contactpersonen van informatie te voorzien. Het zou om tweeduizend documenten zijn gegaan, die bij verschillende ontmoetingen in veertien verschillende landen zijn overgedragen. Een van Simms grootste wapenfeiten als spion was het doorspelen van een cd-rom die hij in 2006 op een NAVO-vergadering te Brunssum had ontvangen. Deze cd bevatte de namen van alle personen in NAVO-landen waarvan werd vermoed dat ze voor de Russen werkten, alsmede de namen van mogelijke en bevestigde dubbelagenten. Een week na uitreiking was de informatie dankzij Simm in handen van de Russen. Toch werd Simm niet al te scheutig betaald. Voor de cd ontving hij een bonus van € 5.000 en in totaal ontving hij € 400.000. Ter vergelijking: Aldrich Ames, een Amerikaanse CIA-functionaris die ook voor de Russen spioneerde, ontving in totaal $ 4,6 miljoen.

## Ontmaskering en berechting
In 2008 werd Simm ten slotte op last van minister Ligi uit zijn functie ontheven en benoemd tot Adviseur Veiligheidszaken, feitelijk een erebaantje en eufemisme voor vervroegde pensionering. Dit gebeurde overigens niet omdat Ligi Simm zou verdenken, maar omdat hij Simm niet stabiel genoeg vond voor de inmiddels in belang toegenomen functie. Voor zijn vertrek werd hij nog wel onderscheiden met de Orde van de Witte Ster, de hoogste onderscheiding van Estland. Dat jaar schafte hij zich zijn enige luxe aan van het Russische geld: een dure motorsloep waarmee hij en Heete hun levensavond varend tussen de Estische eilanden wilden doorbrengen.
Veel hebben Herman en Heete Simm niet van hun boot kunnen genieten. In de nazomer van 2008 werd hij in Madrid betrapt en gefotografeerd door de NAVO toen hij een SVR-agent, Sergej Jakovlev, ontmoette. Jakovlev stond al geruime tijd onder verdenking en werd intensief gevolgd. Toen zijn contact Simm bleek te zijn werden de Estische autoriteiten op de hoogte gesteld. Officier van Justitie Levly Lepp bouwde snel een zaak tegen Simm op en liet hem intensief schaduwen, uit angst dat hij lont zou ruiken en naar Rusland zou proberen te ontsnappen.
Op 19 september 2008 verlieten Herman en Heete hun appartement in Tallinn en reden weg in oostelijke richting. Justitie besloot Herman Simm te arresteren uit angst dat Rusland wellicht het doel van het autotripje was. Terwijl hij in een winkelcentrum een taart voor zijn tante kocht werden hij en zijn vrouw gearresteerd. Simm had niets vermoed, bood geen enkele weerstand, en toonde zelfs een zekere opluchting.
Op 21 september 2008 volgde de aanklacht wegens hoogverraad. Ook Heete werd aangeklaagd, omdat men haar ervan verdacht dat ze haar man assistentie en wellicht ook gevoelige informatie had verstrekt. Op 26 februari 2009 werd hij veroordeeld tot een gevangenisstraf van twaalf en een half jaar, alsmede tot een aan de staat te betalen schadevergoeding van € 1,3 miljoen euro. Deze straf zat hij uit in de gevangenis van Tartu. De zaak tegen Heete Simm werd voorlopig aangehouden. Er wordt zelfs overwogen de zaak te seponeren wegens haar medewerking en het feit dat ze 'slechts' medeplichtig was. Ze is in voorlopige vrijheid gesteld en woont sindsdien op een geheim adres.

## Faillissement
Op 23 april 2009 werd Simm op eigen verzoek failliet verklaard. Zijn schulden van € 1,5 miljoen (de schadevergoeding plus een lening om zijn verdediging te betalen) overtroffen zijn bezittingen van € 340.000 ruimschoots. Wellicht heeft Simm een deel van het van de Russen ontvangen geld in het buitenland verborgen. Verder is Simm op huwelijkse voorwaarden getrouwd, waardoor het onzeker is of en in hoeverre Heete de gevolgen van het faillissement van haar man ondervindt.

## Nadien
De autoriteiten, mede verantwoordelijk voor het feit dat Simm twaalf jaar zijn gang kon gaan, reageerden aanvankelijk lauw en laconiek. De NAVO nam de zaak echter hoog op: Simm zou de schadelijkste spion in de geschiedenis van de NAVO zijn geweest. Voor de Estische bevolking was de zaak-Simm een koude douche: terwijl de politiek zich op Azië en het Midden-Oosten richtte, leek het erop dat Rusland de Baltische staten opnieuw onder zijn invloed probeerde te krijgen. Op 29 april 2009 werden twee Russisce diplomaten door NAVO uitgezet, waarschijnlijk als represaille voor Simms activiteiten.
Op 5 december 2019 besloot de rechtbank van Tartu Simm in vrijheid te stellen, met een proeftijd tot 18 maart 2021. De reden was dat de kans op recidive gering was en Simm geen toegang meer had tot vertrouwelijke informatie die interessant voor buitenlandse mogendheden zou kunnen zijn. Op 23 december 2019 is Simm vrijgelaten.